# 辽宁科技学院
辽宁科技学院（英文：Liaoning Institute of Science and Technology）位于中国辽宁省本溪市，是一所以工科为主并包括工、理、文、法、管理、教育等六大学科门类的省属普通本科院校。
辽宁科技学院占地约1200亩，首期建筑面积26.2万平方米。有本科专业32个，高职专业16个，有教职工937人，专任教师632人，固定资产3.7亿元，其中教学仪器设备值1.46亿元。图书馆藏书96.1万册。

## 历史
1948年建立原隶属于冶金工业部的本溪冶金高等专科学校。1996年12月，本溪冶金高等专科学校与本溪市高等职业专科学校合作办学。1997年中国教育部将该校确定为全国27所示范性专科重点建设学校。1998年6月改为辽宁省政府管理。
2000年11月，本溪市高等职业专科学校、本溪师范高等专科学校和本溪冶金高等专科学校三校合并。2004年5月学校升格为本科院校，更名为辽宁科技学院。2009年9月学院搬迁至位于本溪经济技术开发区的新校址。

## 系部
- 冶金工程系
- 机械工程系
- 信息工程系
- 自动控制系
- 管理系
- 文法系
- 资源与建筑工程系
- 生物与化学工程系
- 外语系
- 艺术系
- 基础部
- 体育部